# Adolph Siegfried von der Osten
Adolph Siegfried von der Osten (ur. 21 października 1726, zm. 2 maja 1797) – duński polityk. Pochodził z pruskiej szlachty. 
Zajmował się w latach siedemdziesiątych sprawami zagranicznymi. Był do tego stopnia fachowcem, że Johann Friedrich Struensee, który doszedł do władzy w końcu 1770 roku, pozostawił go na stanowisku w czasie czystek politycznych, w których urząd stracił m.in. Andreas Peter Bernstorff.
8 listopada 1766 otrzymał wielką wstęgę Orderu Danebroga, 29 stycznia 1771 został odznaczony ustanowionym tego dnia Orderem Matyldy, a w 1783 Orderem Słonia. Posiadał też rosyjski Order Świętego Aleksandra Newskiego i polski Order Świętego Stanisława.
W latach 1788-1794 był burmistrzem Kopenhagi (Overpræsident). 